# Robert FitzRoy
Robert FitzRoy (ur. 5 lipca 1805 w Ampton Hall w Suffolk, zm. 30 kwietnia 1865 w Upper Norwood w Sussex) – brytyjski żeglarz, wiceadmirał, kapitan HMS Beagle w czasie słynnej podróży Darwina, jeden z pionierów meteorologii, hydrograf, a także gubernator Nowej Zelandii.

## Początki kariery
Urodził się w Aptom Hall. Był synem generała Charlesa FitzRoya (młodszego syna 3. księcia Grafton) i lady Frances Anne Stewart, córki 1. markiza Londonderry. Jego starszym przyrodnim bratem był Charles Augustus FitzRoy, późniejszy gubernator Nowej Południowej Walii. Jego matka była przyrodnią siostrą lorda Castlereagh, wpływowego polityka. Sam Robert był w prostej linii potomkiem króla Karola II.
W 1809 r. Robert wraz z rodziną przeniósł się do Wakefield Lodge w Northamptonshire. Mieszkał tam do 1818 r., kiedy to rozpoczął naukę w Royal Naval College w Portsmouth. W następnym roku wstąpił do Royal Navy. 7 września 1824 r. uzyskał rangę porucznika marynarki. Na egzaminie, który poprzedził nominację, miał 100% dobrych odpowiedzi, co było pierwszym takim wynikiem w historii brytyjskiej marynarki.

## HMSBeagle
Na początku służył na HMS Thetis. W 1828 r. został przeniesiony na HMS Ganges, gdzie sprawował funkcję adiutanta (flag lieutenant) wiceadmirała Roberta Otwaya, dowódcy floty w Ameryce Południowej. Niedługo później został tymczasowym kapitanem HMS Beagle, który wykonywał prace hydrograficzne niedaleko Ziemi Ognistej (poprzedni kapitan, Pringle Stokes, wpadł w depresję i popełnił samobójstwo). Nominację otrzymał 15 grudnia 1828 i natychmiast udał się do Rio de Janeiro, gdzie 1. oficer, porucznik Skyring, skierował statek.
FitzRoy skierował statek z powrotem w rejon Ziemi Ognistej, gdzie kontynuowano badania. Kiedy grupa marynarzy obozowała na jednej z wysp, miejscowi ukradli jedną z łodzi. Anglicy łódź odzyskali, a kapitan wziął czwórkę zakładników, których kazał nauczyć języka angielskiego i wiary chrześcijańskiej, a później wykorzystać ich jako misjonarzy. Zakładnikami byli: dziewczynka, której nadano imię Fuegia Basket, chłopiec nazwany Jemmy Button i dwóch mężczyzn. Jeden z nich nazwany został York Minster; drugi – Boat Memory – zmarł na ospę wkrótce po przybyciu do Wielkiej Brytanii.
14 października 1830 r. Beagle przypłynął do Plymouth. FitzRoy zdobył opinię dobrego dowódcy i świetnego żeglarza. Opiekę nad zakładnikami powierzono wielebnemu Richardowi Matthewsowi. Po jego naukach stali się oni na tyle „cywilizowani”, że można ich było przedstawić królowi Wilhelmowi, co nastąpiło latem 1831 r.

## Przed nową podróżą
Jako że dowództwo nad statkiem było tymczasowe, FitzRoy przestał dowodzić Beagle niedługo po dopłynięciu do Anglii. Robert spróbował wtedy swych sił w polityce. W maju 1831 został kandydatem torysów w okręgu Ipswich, ale wybory przegrał. Wrócił więc do planów żeglarskich i misjonarskich. Wspólnie z Matthewsem rozpoczęli starania o uzyskanie okrętu, który miał popłynąć do Ziemi Ognistej.
Z pomocą FitzRoyowi przyszli Francis Beaufort, członek Towarzystwa Hydrograficznego, oraz wuj Roberta, książę Grafton. Dzięki ich staraniom w dniu 25 czerwca 1831 r. Robert FitzRoy został ponownie mianowany kapitanem HMS Beagle.
FitzRoy, oprócz działalności misjonarskiej, zamierzał też zbadać Ziemię Ognistą i jej okolice. W tym celu zwrócił się do Beauforta, aby ten polecił mu jakiegoś młodego i uprzejmego naukowca, który mógłby towarzyszyć wyprawie. Beaufort zaproponował młodego Charlesa Darwina. Przed wyprawą FitzRoy przeczytał pierwszy tom Principles of Geology, autorstwa Charlesa Lyella, który rozwinął teorię aktualizmu geologicznego i ugruntował pozycję teorii o długich okresach geologicznych. Kopię tego dzieła FitzRoy wręczył Darwinowi przed wyruszeniem w rejs.

## Druga wyprawa HMSBeagle
Wyprawa wyruszyła 27 grudnia 1831 r. Jej trasa biegła niedaleko Madery i Wysp Zielonego Przylądka. 29 lutego 1832 r. wyprawa dotarła do Bahii. Darwin w lesie tropikalnym był świadkiem polowania na niewolników, z czego zdał relację kapitanowi. Ten odrzekł, że nie ma w tym nic złego. Wywołało to kłótnię między Darwinem a kapitanem, znanym skądinąd z wybuchowego charakteru (przez podkomendnych był nazywany „Gorącą kawą”). Po paru godzinach obaj mężczyźni jednak pogodzili się i statek wyruszył wkrótce w dalszy rejs.
1 grudnia 1832 Beagle osiągnął Ziemię Ognistą. Potem skierowano się w kierunku Falklandów. FitzRoy zakupił tam mały szkuner, który pod nazwą HMS Adventure, towarzyszył Beagle w dalszej podróży. Oba statki opłynęły przylądek Horn i znalazły się na Pacyfiku. Tam dotarła do FitzRoya reprymenda z Admiralicji dotycząca zakupu Adventure i zakazująca podejmowania samodzielnie podobnych działań. Zdenerwowany FitzRoy zdecydował się zrezygnować z funkcji kapitana, ale prośby załogi skłoniły do wycofania rezygnacji.
Tymczasem prowadzono badania pacyficznego wybrzeża Ameryki Południowej kierując się na północ. Pod koniec 1835 osiągnęli wyspy Galapagos, gdzie spędzili dwa miesiące. Później ruszyli w dalszą drogę przez Pacyfik, mijając Tahiti i docierając do Nowej Zelandii, gdzie trafili na osadę misjonarską prowadzoną przez starszego brata Richarda Matthewsa, Josepha. 30 grudnia 1835 marynarze opuścili Nową Zelandię. 12 stycznia dotarli do Australii, której widok przywołał im na myśl Ziemię Ognistą.
1 kwietnia wyprawa wpłynęła na Ocean Indyjski i 31 maja dotarła do Kapsztadu, gdzie FitzRoy wydał list otwarty Moral State of Tahiti, w której popierał i bronił działania misjonarzy na Pacyfiku. 18 czerwca 1836 r. Beagle wypłynął w dalszy rejs i, po przetrwaniu sztormu, z dniem 2 października 1836 r. okręt HMS Beagle przypłynął do portu Falmouth w Kornwalii.

## Po powrocie
Niedługo po powrocie z wyprawy FitzRoy poślubił Mary Henriettę O’Brien, z którą przez długi czas był zaręczony. Darwin był tym niezmiernie zdziwiony, gdyż podczas całego 5-letniego rejsu kapitan ani słowem nie wspomniał o tym, że w ogóle jest zaręczony.
Tymczasem na uczestników wyprawy sypały się pochwały i nagrody. FitzRoy dostał w 1837 r. złoty medal Królewskiego Towarzystwa Geograficznego. FitzRoy, który cały czas prowadził zapiski z wyprawy uzupełnił je teraz o opisy Darwina i poprzedniego kapitana, i wydał je w maju 1839 r. w 4-tomowym dziele Narrative of the surveying voyages of H.M.S. Adventure and Beagle. Podczas podróży uznawał idee Charlesa Lyella i protestował w swym dziele przeciw dosłownemu traktowaniu Biblii, ale w następnych latach, pod wpływem swej bardzo religijnej żony, odrzucił poglądy Lyella i Darwina, stając się gorliwym stronnikiem nauki Kościoła Anglikańskiego.
FitzRoy starał się zdyskontować swoją popularność i w 1841 r. ponownie zgłosił swoją kandydaturę w wyborach do Izby Gmin w okręgu Durham. Tym razem odniósł sukces i przez następne dwa lata zasiadał w ławach Parlamentu.

## Gubernator Nowej Zelandii
Kapitan nie cieszył się długo miejscem w Parlamencie. W 1842 r. zmarł pierwszy brytyjski gubernator Nowej Zelandii William Hobson i właśnie FitzRoy został wytypowany na jego następcę. Jego nominacja została zatwierdzona w kwietniu 1843 r. Zadanie było trudne. Nowa Zelandia była młodą kolonią, w której osadnikami były głównie osoby wyjęte spod prawa o dość wątpliwej reputacji. Nowa Zelandia była też bazą dla wielorybników, polujących w regionie. Należało też dbać o utrzymanie dobrych relacji z Maorysami, co przy temperamencie kolonistów było trudnym zadaniem. FitzRoy dostał ponadto niewiele pieniędzy i jeszcze mniejsze wsparcie wojskowe.
Już na samym początku urzędowania pojawiły się problemy. 17 czerwca 1843 spory między tubylcami a kolonistami skończyły się masakrą Maorysów w Wairau. FitzRoy uznał, że działalność kolonistów była nielegalna, co nie przysporzyło mu popularności wśród osadników. Tymczasem narastały problemy w związku ze sprawą wykupu maoryskiej ziemi przez Brytyjczyków. Narastały nieporozumienia, gdyż Maorysi czuli się oszukiwani przez kolonistów. Gubernator zwykle stawał po stronie tubylców, co coraz bardziej irytowało Kompanię Nowej Zelandii. Wkrótce wybuchła otwarta wojna.
Jako winnego tego stanu rzeczy Kompania przedstawiała gubernatora, który nie potrafi zapanować nad tubylcami. Aktywne działania Kompanii w Anglii doprowadziły do tego, że Izba Gmin zdecydowała się pozbawić FitzRoya funkcji gubernatora Nowej Zelandii. Jego następcą został George Grey, który został odpowiednio zaopatrzony w pieniądze i wojsko, czyli to czego tak bardzo brakowało FitzRoyowi.

## Meteorologia
FitzRoy nie załamał się dymisją i po powrocie do Anglii we wrześniu 1848 r. wrócił do służby w Royal Navy. W marcu 1849 r. otrzymał dowództwo okrętu HMS Arrogant. W 1851 r. z powodu złego stanu zdrowia odszedł z czynnej służby. W tym samym roku został członkiem Towarzystwa Królewskiego. W 1854 r. dzięki wsparciu Francisa Beauforta, FitzRoy został przewodniczącym departamentu Towarzystwa zajmującym się zbieraniem danych pogodowych na morzach.
Korzystając ze swoich doświadczeń, FitzRoy złożył podwaliny pod nowoczesny Urząd Meteorologiczny. Na jego polecenie kapitanowie statków mieli zbierać informacje o pogodzie i testować służące temu urządzenia. Wprowadził do użytku nowy typ barometru, dzięki któremu można było przewidzieć nadejście sztormu. Po katastrofie HMS Royal Charter, FitzRoy rozpoczął program „przewidywania pogody”. 15 rozmieszczonych na lądzie stacji miało za pomocą telegrafu wysyłać informacje o zmianach pogodowych. Pierwsza prognoza pogody została opublikowana w The Times 1 sierpnia w 1861 r. Rok później system wszedł do powszechnego użytku. Doświadczenia z tej pracy FitzRoy zebrał w The Weather Book opublikowanej w 1863.
Barometr FitzRoy został rozprowadzony wśród wszystkich, nawet najmniejszych rybackich statków. W Anglii znany jest jako FitzRoy’s storm barometer.

## Ostatnie lata
Kiedy Darwin opublikował swoje dzieło O pochodzeniu gatunków, FitzRoy poczuł się zdradzony, gdyż większość materiałów zebranych na poparcie darwinowskiej teorii ewolucji została zebrana podczas rejsu pod dowództwem FitzRoya. 30 czerwca 1860 r., kiedy FitzRoy przebywał w Oksfordzie przedstawiając nowe dane meteorologiczne, trafił na spotkanie British Association for the Advancement and Science, gdzie Samuel Wilberforce krytykował Darwina. FitzRoy wtedy, stojąc w centrum publiki, trzymając nad głową Biblię, nawoływał zgromadzonych, aby prędzej uwierzyli Bogu niż człowiekowi. Twierdził później, iż ogłoszenie teorii Darwina sprawiło mu najostrzejszy ból w życiu.
W 1857 r. uzyskał rangę kontradmirała. W 1863 r. odszedł na emeryturę uzyskując rangę wiceadmirała. Wkrótce FitzRoy popadł w depresję. W 1865 r. poderżnął sobie gardło brzytwą, w podobny sposób jak w 1822 r. jego wuj lord Castlereagh.
Jego imieniem został nazwana góra Fitz Roy na południowym krańcu Argentyny o wysokości 3440 m n.p.m. oraz gatunek drzewa z rodziny cyprysowatych – Ficroja cyprysowata (Fitzroya cupressoides), jak również planetoida (8330) Fitzroy.  
Następca FitzRoya na stanowisku kapitana Beagle, porucznik John Lort Stokes, nazwał na jego cześć rzekę Fitzroy w Australii Zachodniej.

## Rodzina
8 grudnia 1836 r. poślubił Mary Henriettę O’Brien (1812 – 5 kwietnia 1852), córkę generała-majora Edwarda Jamesa O’Briena. Robert i Mary mieli razem jednego syna:
- wiceadmirał Robert O’Brien FitzRoy (2 kwietnia 1839 – 7 maja 1896), nie ożenił się i nie miał dzieci

22 lutego 1854 r. ożenił się ponownie z Marią Isabellą Smyth (zm. 29 grudnia 1889), córką Johna Henry’ego Smytha i lady Elisabeth Anne FitzRoy, córki 4. księcia Grafton. Robert i Maria mieli razem jedną córkę:
- Laura Maria Elisabeth FitzRoy (24 stycznia 1858 – 6 grudnia 1943), nie wyszła za mąż i nie miała dzieci